# San Pedro Huitzapula Norte
San Pedro Huitzapula Norte es una localidad del estado mexicano de Guerrero. Es parte del municipio de Atlixtac.

## Toponimia
El nombre «San Pedro» hace referencia al santo patrono de la localidad: Pedro el Apóstol. El nombre «Huitzapula» proviene de los términos en náhuatl: huitztli, espina; pol, aumentativo; tla, lugar. Su significado es «lugar de muchas espinas».

## Demografía
| Gráfica de evolución demográfica |
|                                  |

| Censo | Población |
| ----- | --------- |
| 1990  | 1 006     |
| 2000  | 1 380     |
| 2010  | 1 297     |
| 2020  | 1 471     |